# Jessica D. Stone
Jessica Danielle Stone (* 29. Januar 1990 in Valencia, Kalifornien) ist eine US-amerikanische Theater-, Film- und Fernsehschauspielerin sowie Synchronsprecherin.

## Leben
Stone spielte als eine der Hauptrollen die Dustine Murphy in der 2001 erschienenen Komödie Play Dead. Neben weiteren Hauptrollen in den Kurzfilmen The Migration of Clouds (2002) und Razor (2010) trat sie auch in einigen Fernsehserien auf. So etwa in Phenom – Das Tenniswunder (1993), als Alicia Geiger in Chicago Hope – Endstation Hoffnung (1999–2000) und als die junge Brenda in Six Feet Under – Gestorben wird immer (2001–2002).
Als Synchronsprecherin sprach sie im Englischen neben anderen die führende Rolle Stanley Griff in der Kinderserie Stanley (2001–2005) und in dem Special Stanley’s Dinosaur Round-Up aus dem Jahr 2006. Ebenfalls sprach sie die Marcie in dem 2002 veröffentlichten Fernsehfilm A Charlie Brown Valentine und lieh mehreren Rollen in Videospielen ihre Stimme.

## Filmografie

### Als Schauspielerin
- 1993: Phenom – Das Tenniswunder (Phenom, Fernsehserie, eine Folge)
- 1997: Knots Landing: Back to the Cul-de-Sac (Miniserie)
- 1998: Geklonte Zukunft (Brave New World, Fernsehfilm)
- 1999–2000: Chicago Hope – Endstation Hoffnung (Chicago Hope, Fernsehserie, 4 Folgen)
- 2000: Eine himmlische Familie (7th Heaven, Fernsehserie, eine Folge)
- 2001: Play Dead
- 2001: Wheels Locked (Kurzfilm)
- 2001–2002: Six Feet Under – Gestorben wird immer (Six Feet Under, Fernsehserie, 3 Folgen)
- 2002: Enterprise (Fernsehserie, eine Folge)
- 2002: The Migration of Clouds (Kurzfilm)
- 2003: A Light in the Forest
- 2005: Room to Grow (Kurzfilm)
- 2006: Hannah Montana (Fernsehserie, 2 Folgen)
- 2007: Neds ultimativer Schulwahnsinn (Ned’s Declassified School Survival Guide, Fernsehserie, eine Folge)
- 2009: Emergency Room – Die Notaufnahme (ER, Fernsehserie, eine Folge)
- 2010: Razor (Kurzfilm)
- 2011: Terri
- 2011: N’Oreal (Kurzfilm)

### Als Synchronsprecherin
- 2001–2005: Stanley (Fernsehserie) …als Stanley Griff
- 2002: A Charlie Brown Valentine (Fernsehfilm) …als Marcie
- 2002: Haibane Renmei (Miniserie) …als Dai
- 2003: R.O.D the TV (Fernsehserie) …als Junior
- 2003: Takahashi Rumiko gekijô: Ningyo no mori (Fernsehserie) …als Kota
- 2004: Paranoia Agent (Mōsō Dairinin, Fernsehserie) …als Boy
- 2005–2006: Kamichu! (Fernsehserie, 16 Folgen) …mehrere Rollen
- 2006: Stanley’s Dinosaur Round-Up …als Stanley Griff
- 2006: Hellsing Ultimate (Fernsehserie) …als Child of the Asylum
- 2010: Taras Welten (United States of Tara, Fernsehserie) …als Lady Macbeth

#### Videospiele
- 2008: Varukirî purofairu: Toga o seou mono …mehrere Rollen
- 2008: The Last Remnant
- 2010: Super Street Fighter IV …als Makoto
- 2010: Sengoku basara 3 …als Sorin Otomo
- 2011: Rûn fakutorî ôshanzu …als Kelsey
- 2014: Ultra Street Fighter IV …als Makoto